# 7532-es mellékút (Magyarország)
A 7532-es számú mellékút egy közel nyolc és fél kilométer hosszú, négy számjegyű országos közút Zala vármegyében. Felsőrajk települést kapcsolja össze a 74-es főúttal, feltárva az útjába eső kisebb településeket is.

## Nyomvonala
A 7527-es útból ágazik ki, annak 19,250-es kilométerszelvénye közelében, Felsőrajk központjában. Nyugat-északnyugat felé indul, Kossuth Lajos utca néven, és nem sokkal 800 méter megtétele után lép ki a település házai közül. 1,1 kilométer megtétele előtt keresztezi a Principális-csatornát, majd ott nyugatnak fordul, és Vityoritelep községrész házai között húzódik tovább.
Kicsivel azután, hogy túljutott másfél kilométeren, átlép Felsőrajk területéről Pötréte területére, ahol kicsit délebbi irányt vesz. 2,2 kilométer után éri el a lakott területet, ott a Vasút utca nevet veszi fel. A 2,350-es kilométerszelvénye táján keresztezi a Szombathely–Nagykanizsa-vasútvonalat, Pötréte megállóhely délkeleti szélén; 2,7 kilométer után délnek fordul, még mindig Vasút utca néven. A történelmi faluközpontba északnyugati irányban kiágazó önkormányzati út találkozási pontjától a Szabadság utca nevet viseli, a község lakott területének déli széléig, amit 3,7 kilométer után ér el.
A falu külterületein is dél felé halad, majdnem a hatodik kilométeréig. Ott nyugatnak fordul, 6,7 kilométer után pedig átlép Hahót területére. 7,5 kilométer után éri el Hahót belterületét, ahol két éles iránytörése is van; ezeknek megfelelően előbb, a falu széléhez közel Béke utca a neve, utána egy rövid szakaszon északi irányban haladva a Deák Ferenc utca nevet viseli, a központhoz legközelebbi részén pedig Petőfi Sándor utca néven húzódik. A 74-es főútba torkollik be, annak 24,350-es kilométerszelvényénél; egyenes folytatása Söjtör irányába a 7535-ös út.
Teljes hossza, az országos közutak térképes nyilvántartását szolgáló kira.gov.hu adatbázisa szerint 8,386 kilométer.

## Települések az út mentén
- Felsőrajk
- Pötréte
- Hahót